# 環境哲學
环境哲学是哲学的一个分支，它关注于自然环境和人类生存的地方。 环境哲学包括环境伦理、环境美学、生态女性主义、环境神学與生態神學。

## 發展歷史
環境哲學在1970年代成為一個重要的社會運動，這一運動試圖在將過往歷史中人類從自然中分離出來的觀點進行轉換，並將人類與自然重新聯結。這個時間點與生態女性主義發展十分相近。
環境哲學是一種探討人類與環境之間關係的哲學領域，其特點是在風格、哲學、文化與研究方法都具有非常高的多樣性。有從對環境經驗開始的個人、甚至詩意反思；也有從論證泛神論環境哲學到馬爾薩斯博弈理論的應用；以及如何賦予大自然提供的服務在經濟上的價值等問題。1970年代到80年代出現的一個主要爭論是：「自然本身是否具有獨立於人類價值的內在價值？或者其僅僅有工具性的價值？」前者是一種生態中心主義或深層生態學的觀點，後者則比較接近結果主義或實用主義的人類中心主義觀點。
同一時期還有另一個爭論主題：「荒野是否真的存在？或者荒野僅僅是一種殖民主義文化建構的定義」也因此使得環境哲學中關於環境史的討論和研究變得更加精緻與關鍵。通時在這場持續不斷的辯論中，不同文化中也出現了各種不同的聲音，甚至開始對西方假設在環境哲學中的主導地位產生質疑，不過這也對環境哲學的成長與改變有很大的幫助。
近幾十年來，深層生態學及其背後對自然的概念面臨到巨大的挑戰，一些人開始認為除了一些自我矛盾、政治上可疑的理想建構之外，根本沒有自然界這樣的事物，將人與自然界區分開來是忽視環境是塑造人類、人類生活並與之相互作用的真實世界。這些觀點也被稱為後現代的、建構主義的，以及最近在環境哲學中的「後自然主義轉向」。
環境美學、設計和修復已經成為環境哲學的重要交叉學科，並不斷改變環境思想的界限。氣候變遷和生物多樣性等科學領域也不斷提出他們在倫理、政治和認識論等環境哲學相關的問題，這些都使得環境哲學在今日持續的蓬勃發展。

## 探討問題與關注領域
環境哲學中所碰到的當代問題包括但不侷限於對環境行動主義的關注以及環境科學和與環境技術提出的問題。這些問題包括：「有限資源的消耗」、「人類對環境帶來的有害或永久性影響問題」、「環境保護與恢復」與「政策哲學和實踐所引起的倫理和實踐問題」。困擾現代環境哲學家的一些思想問題像是：「河流有權利嗎？」環境哲學也處理人類對不同環境經驗所產生的價值關，特別是在非人為環境中或接近非人為環境的經驗如何與城市或工業化環境經驗形成對比，以及不同文化之間的差異。
環境哲學提出了一些關於人類與環境關係的關鍵問題，並將自己定位為應對21世紀挑戰的獨特領域。這些關鍵問題包括：
- 當我們談論自然時，我們的意思是什麼？
- 對我們來說自然的價值是什麼，或者僅僅是非人類的環境？
- 我們應該如何應對環境惡化、污染和氣候變化等環境挑戰？
- 我們怎樣才能對自然界與人類技術發展之間的關係進行最好地理解？
- 我們在自然界中的位置是什麼？

环境哲学家们主要关注的领域有：
- 定义环境和自然
- 如何珍惜环境
- 动物和植物在思想道德上的地位
- 濒危物种
- 环保与深层生态学
- 大自然的审美观
- 大自然的恢复能力
- 对下一代的思考[1]